# Fiji Rugby Union
Fiji Rugby Union (FRU) é o órgão dirigente do rugby union e do rugby sevens nas Fiji. É dividido em mais de 30 uniões provinciais. A FRU é membro da Pacific Islands Rugby Alliance (PIRA), juntamente com Samoa e Tonga. Existem aproximadamente 80 000 jogadores registrados de uma população total de cerca de 950 000.
O campeonato nacional provincial promovido pela organização é a Skipper Cup. A FRU também desenvolveu uma remuneração base para jogadores de nível internacional. As competições domésticas incluem o Troféu Farebrother-Sullivan e um torneio doméstico de sevens.